# Grande nudo disteso
Grande nudo disteso è un dipinto a olio su tela (73 x116 cm) realizzato nel 1917 dal pittore italiano Amedeo Modigliani.
Originariamente il quadro fu acquistato da Léopold Zborowski: passò poi in numerose collezioni fino ad arrivare al Museum of Modern Art di New York, attuale sua collocazione.
Interessante notare la differenza della pennellata con cui l'artista ha voluto contrapporre la pelle della modella, con tratto sottile e preciso, allo sfondo in cui ha utilizzato, invece, un tratto più grasso e largo. La posizione assunta dalla donna accentua la sensazione di distensione espressa già dai lineamenti del volto.